# Vicente Alberti y Vidal
Vicente Alberti y Vidal (Mahón, 1786-Mahón, 1859) fue un escritor español.
Dominaba varias lenguas clásicas y algunos idiomas modernos. Es autor de un Diccionario de voces sagradas, técnicas, históricas y mitológicas en diez tomos, del que se publicó el primero, conservándose los restantes manuscritos en el archivo de la Academia Española. Dejó, además, una versión al mallorquín del poema La Alonsiada de Juan Ramis y varias comedias de Goldoni, Menastasio y Molière.
Algunos de sus escritos han quedado inéditos.